# Motivations des attentats du 11 septembre 2001
Les attentats du 11 septembre 2001 sont trois attentats-suicides perpétrés aux États-Unis par 19 pirates de l'air et organisés par de nombreux membres du réseau islamiste Al-Qaïda. Les terroristes détournent quatre avions de ligne afin de les écraser sur des bâtiments hautement symboliques du nord-est du pays.
Le but, ainsi que les motivations des responsables des attentats, a  fait l'objet de nombreuses études en sciences politiques. Les motivations de ces attaques ont été formulées de manière explicite, à de nombreuses reprises, par Oussama ben Laden et ses complices. Parmi les principales sources, on trouve la fatwa d'Oussama ben Laden, les vidéos d'Ayman al-Zawahiri, les différentes vidéos d'Oussama ben Laden ainsi que ses interviews. Les idées concernant les motivations des attentats sont principalement : le soutien des États-Unis à Israël, la présence américaine en Arabie saoudite et parfois l'application de sanctions américaines contre l'Irak après la guerre du Golfe.

## Contexte

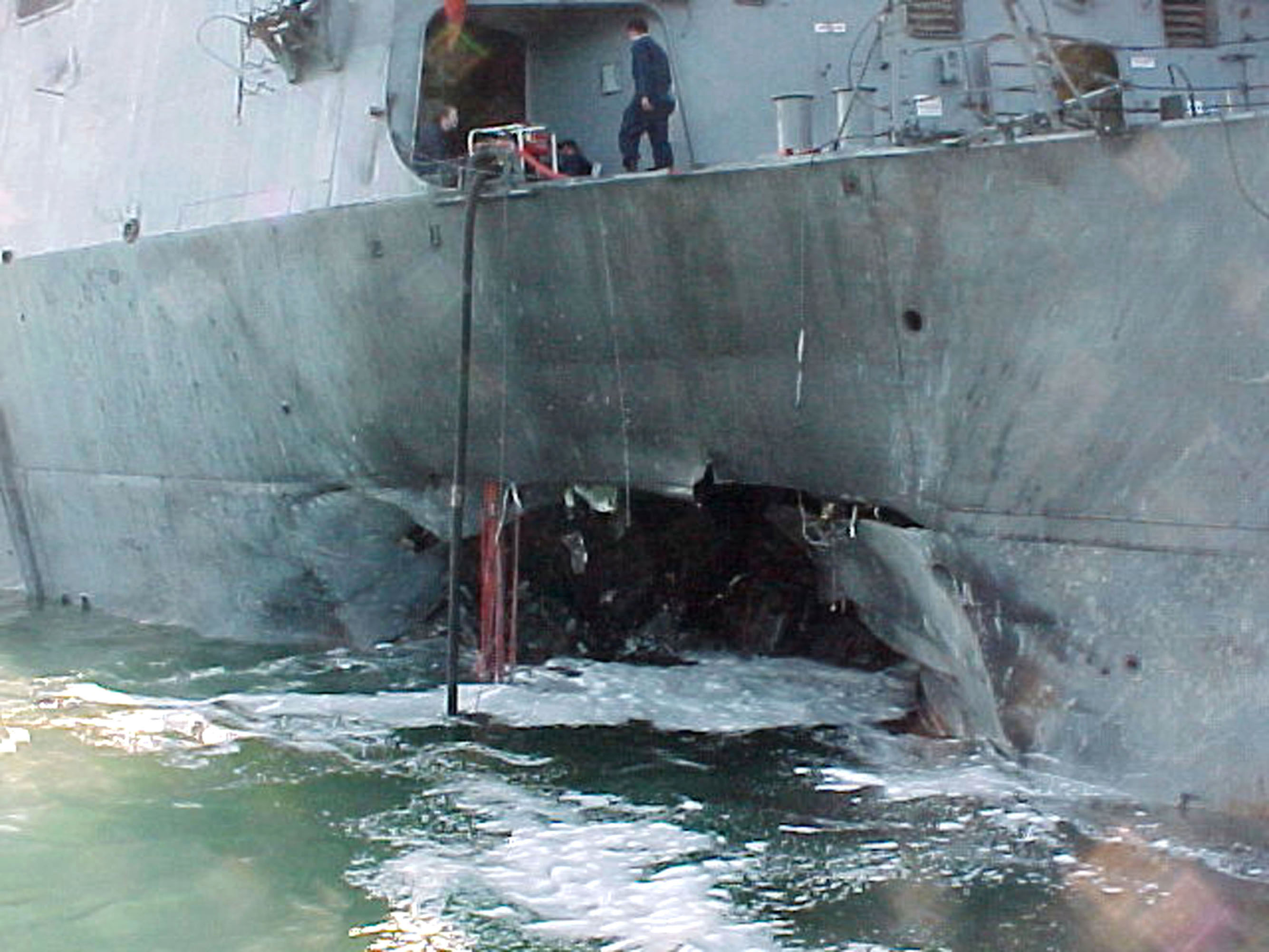
Dégâts sur l' après l'attentat, le 12 octobre 2000.

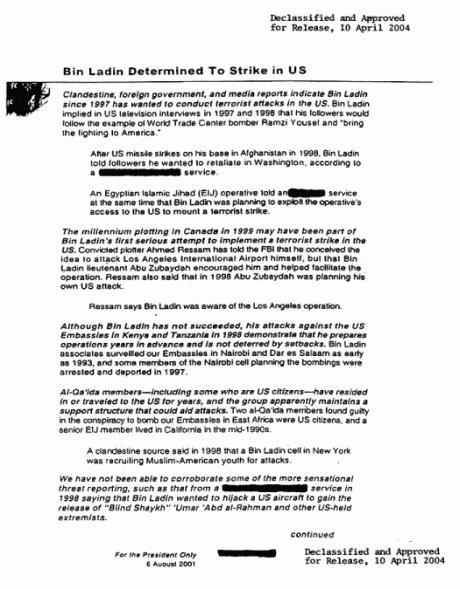
President's Daily Brief du 6 août 2001, intitulé « Bin Ladin Determined To Strike in US », évoquant une possible attaque de Ben Laden contre les États-Unis.

Durant les années 1990, les États-Unis sont la cible de plusieurs attentats revendiqués par Al-Qaïda : l'attentat du World Trade Center de 1993, l'attentat des tours de Khobar le 25 juin 1996 à Dhahran en Arabie saoudite, tuant 19 Américains, les attentats des ambassades américaines en Afrique le 7 août 1998 à Nairobi au Kenya et à Dar es Salaam en Tanzanie.
En décembre 1999, les services de police jordaniens arrêtent une quinzaine d'individus soupçonnés de préparer des attentats de grande envergure. À l'occasion du nouveau millénaire, le 1er janvier 2000, le réseau Al-Qaïda prévoit de vastes attentats ; plusieurs cibles à travers le monde sont visées, dont plusieurs sites en Jordanie, l'Aéroport international de Los Angeles ainsi que le destroyer américain USS The Sullivans au port d'Aden au Yémen. Le 12 octobre 2000, le destroyer USS Cole est finalement la cible d'un attentat près d'Aden, l'attaque est revendiquée par Al-Qaïda.
Le 6 août 2001, une note de la CIA, intitulée Ben Laden déterminé à frapper aux États-Unis, informe le président George W. Bush d'une possible attaque de Ben Laden sur le sol américain.

« Après les frappes de missiles américains contre sa base en Afghanistan en 1998, Ben Laden a dit à ses partisans qu'il voulait exercer des représailles à Washington, selon un service (censuré). Un membre du Jihad islamique égyptien a dit au service (censuré) au même moment que Ben Laden voulait profiter de l'accès que ce membre avait aux États-Unis pour planifier un attentat terroriste. »

— Mémorandum remis le 6 août 2001 au président George W. Bush.
Le 9 septembre 2001, soit deux jours avant les attentats du 11 septembre 2001, le commandant Ahmad Shah Massoud, alors à la tête de l'Alliance du Nord et luttant contre le régime des Talibans depuis 1997, est tué dans un attentat suicide à Khwadja Bahauddin, dans la province de Takhar, en Afghanistan. À plusieurs reprises, il avait essayé d'attirer l'attention sur le danger représenté par Oussama ben Laden et préparait même une confrontation avec l'appui des États-Unis contre les Talibans et Al-Qaïda.

## Déclarations
Avant les attentats, Ben Laden publie un certain nombre de menaces publiques contre l'Amérique et ses alliés, y compris deux fatwas, citant le soutien américain à Israël dans sa guerre contre le Liban et l'occupation de la Palestine. Depuis les attentats, Oussama ben Laden et Ayman al-Zawahiri publient une douzaine de vidéos concernant leur signification.

« Les événements qui m’ont marqué directement remontent à 1982 et des faits qui ont suivi lorsque l’Amérique a donné son feu vert à Israël pour envahir le Liban et que la troisième flotte américaine a aidé Israël dans les bombardements du Liban ; ceci a causé de nombreux morts et blessés et a terrorisé et expulsé d’autres personnes... Derrière ces images et ses semblables est venu le 11 Septembre comme réponse aux grandes injustices ; peut-on accuser de terrorisme un être humain qui se défend et qui punit son bourreau en usant des mêmes armes ? »

— Oussama ben Laden, le 1er novembre 2004
Bon nombre des conclusions finales de la commission du 11 Septembre concernant les motivations ont été soutenues. Richard A. Clarke, un expert du contre-terrorisme, explique dans son livre de 2004, Against All Enemies, que la politique étrangère américaine, avec « le face à face avec Moscou en Afghanistan, le déploiement des troupes américaines dans le golfe Persique » et la « consolidation d'Israël en tant que base pour un flanc sud contre les Soviétiques » a renforcé les motivations d'Al-Qaïda. Certains, comme Jason Burke, correspondant à l'étranger du The Observer, mettent l'accent sur un aspect plus politique des motivations, en précisant que « Ben Laden est un militant ayant un sens très clair de ce qu'il veut et comment il espère y parvenir. Ces moyens peuvent être bien en dehors des normes de l'activité politique […] mais son ordre du jour est simplement politique. »

## Motifs explicites

### Sanctions de la guerre du Golfe
Le 6 août 1990, après l'invasion irakienne du Koweït, l'ONU adopte la résolution 661, qui impose des sanctions économiques contre l'Irak ainsi qu'un embargo total, à l'exclusion de matériels médicaux, de vivres et autres articles de nécessité humanitaire. Après la fin de la guerre du Golfe et après le retrait des forces irakiennes du Koweït, les sanctions sont liées au déménagement de leurs armes de destruction massive par la résolution 687. De 1991 à 2003, les effets de la politique du gouvernement et des sanctions conduit à l'inflation, entraînant une pauvreté généralisée et de la malnutrition.
Dans une fatwa publiée le 23 août 1996, Oussama ben Laden dénonce les sanctions contre l'Irak et accuse les États-Unis et l'Arabie saoudite d'être responsables de la mort de plus de 600 000 enfants irakiens. Dans une vidéo datant de 2004, Oussama ben Laden appelle cela « le plus grand massacre de masse d'enfants que l'humanité n'ait jamais connu. »
À la fin des années 1990, l'ONU examine un assouplissement des sanctions imposées en raison des épreuves subies par les civils irakiens. Selon les estimations de l'ONU, entre 500 000 et 1,2 million d'enfants sont morts durant ces années de sanctions. Les États-Unis utilisent leur veto au Conseil de sécurité de l'ONU pour bloquer la proposition de lever des sanctions en raison de l'échec persistant de la vérification du désarmement de l'Irak. Toutefois, un programme Pétrole contre nourriture est créé en 1996 pour atténuer les effets des sanctions.

### Opération Southern Watch
Depuis la guerre du Golfe, les États-Unis maintiennent une présence continue au Moyen-Orient avec 5 000 soldats stationnés en Arabie saoudite. L'opération Southern Watch applique les zones d'exclusion aérienne sur le sud de l'Irak mis en place après 1991, et les exportations de pétrole du pays à travers des voies maritimes du golfe Persique sont protégées par la Cinquième flotte américaine, basée à Bahreïn.
L'Arabie saoudite abritant les lieux saints de l'islam, la Mecque et le Médine, de nombreux musulmans sont contrariés par la présence militaire permanente. La présence continue de troupes américaines après la guerre du Golfe en Arabie saoudite est l'une des raisons qui ont motivé les attentats du 11 septembre 2001, l'attentat contre les Tours de Khobar le 25 juin 1996, et les attentats des ambassades américaines en Afrique du 7 août 1998 qui surviennent huit ans jour pour jour après le déploiement des troupes américaines en Arabie saoudite. En 1996, Ben Laden publie une fatwa appelant les troupes américaines à quitter l'Arabie saoudite.

« La dernière et la plus grande de ces agressions subie par les musulmans depuis la mort du Prophète est l'occupation de la terre des deux lieux saints […] par les armées des croisés américains et leurs alliés. »

— Oussama ben Laden, le 23 août 1996
En décembre 1999, dans un entretien avec Rahimullah Yusufzai, Oussama ben Laden déclare que les Américains sont « trop près de la Mecque » et estime que c'est une provocation pour le monde musulman tout entier.

## Motifs suggérés

### Mondialisation
Bernard Lewis soutient l'idée de l'« humiliation » du monde islamique, à travers la mondialisation. Dans son livre de 2004 The Crisis of Islam: Holy War and Unholy Terror, il estime que l'animosité envers l'Occident est en rapport avec le déclin de l'Empire ottoman, autrefois puissant, aggravé par l'importation d'idées occidentales : socialisme, libéralisme et laïcité.

« Au cours des trois derniers siècles, le monde islamique a perdu sa prédominance et son leadership, et a pris du retard tant sur la modernité occidentale que sur la modernisation rapide de l'Orient. Cet écart grandissant pose des problèmes de plus en plus profonds, à la fois pratiques et émotionnels, pour lesquels les dirigeants, penseurs et rebelles de l'Islam n'ont pas encore trouvé de réponse efficace. »

— Bernard Lewis, The Crisis of Islam: Holy War and Unholy Terror
Dans un essai intitulé L'Esprit du terrorisme, Jean Baudrillard décrit les attentats du 11 septembre comme le premier événement mondial « remettant en question le processus même de la mondialisation ».

### Laïcité au Moyen-Orient
Certains spécialistes du Moyen-Orient comme Michael Scott Doran et Peter Bergen estiment que les attentats du 11 septembre ont été un moyen stratégique de provoquer l'Amérique dans une guerre qui incite à une révolution panislamique.
Michael Scott Doran soutient que les attaques sont en rapport avec un conflit religieux au sein du monde musulman. Dans un essai, il pointe que les disciples de Ben Laden « se considèrent comme un îlot de vrais croyants entouré d'une mer d'iniquité ». En espérant que les représailles des États-Unis unissent les fidèles contre l'Occident, Ben Laden cherche à déclencher des révolutions dans les pays arabes et ailleurs. Doran fait valoir que les vidéos d'Oussama ben Laden ont tenté de provoquer une réaction viscérale au Moyen-Orient et d'assurer que les citoyens musulmans réagissent aussi violemment que possible à l'augmentation de la présence américaine dans leur région.
En outre, dans The Osama bin Laden I Know, le correspondant Peter Bergen affirme que les attentats faisaient partie d'un plan visant à provoquer les États-Unis pour accroître sa présence militaire et culturelle au Moyen-Orient, forçant ainsi les musulmans à faire face à la notion d'un gouvernement non-musulman afin qu'ils établissent des gouvernements islamiques conservateurs dans la région.

### Soutien américain d'Israël
Plusieurs analystes affirment qu'une des motivations des attaques a été le soutien d'Israël par les États-Unis.
Ben Laden s'oppose fermement à la politique américaine au sujet d'Israël. Il fait valoir qu'Israël « tue et punit les Palestiniens avec de l'argent américain et des armes américaines ».